# 矢代寸神社
矢代寸神社(やしろぎじんじゃ)は、大阪府岸和田市八田町357番地にある神社。延喜式神名帳には従五位屋代村社と載せ又当地は屋代村（矢代寸）と称し、矢代寸神社ニ座あり、一座は本社にして一ノ宮と称し現在地の大字八田字宮内にあり、一座は諏訪宮また矢代寸下神社と称し同市の神須屋町にあった。江戸時代は岸和田藩の一ノ宮にて藩主交代の際は藩下各社社に拝礼するのを例としていたが、後に当社のみに拝礼するようになった。歴史のある神社だか、現在は常時神主はいなく、近くの土生神社の宮司（阪井氏）が兼任している。

## 歴史
- 503年(継体天皇元年)　鎮座する。
- 1090年(寛治4年)　正月に白河上皇が熊野御幸の折参拝される。
- 1640年(寛永17年)　岡部宣勝が摂津国高槻藩より入封し、当社を和泉国岸和田藩の一ノ宮とした。
- 1737年(元文2年)　京都吉田家に願い出により「一宮牛頭天王(いちのみやごずてんのう)」を称される。
- 1873年(明治6年)　郷社に指定される。
- 1907年(明治40年)　泉南郡有真香村神須屋の諏訪神社を合祀する。内務省神社・宗教両局長依命通牒によるいわゆる「神社合祀」で泉南郡有真香村の神須屋・真上、同郡土生郷村極楽寺・流木・畑の神を合祀した。土生郷村土生にある土生神社にも合祀せよとの方針が示されたが、山原作太郎氏の反対運動によってこの合祀方針を断念させた。また畑の波多神社も合祀されるものの、後に復社される。
- 1908年(明治41年)　神饌幣帛料供進社に指定される。

## 一ノ宮の由来
古来より阿間河荘惣社として一ノ宮と呼ばれていた。江戸時代になり、岡部宣勝が高槻藩より岸和田藩に入封した際、領内には一ノ宮がなかった。領内の南郡岸和田浜町には、和泉国四ノ宮と格式の高い積川神社の御旅所があったが、積川神社鎮座地の同郡積川村は幕府領であった。このため、同郡小松里村字北額（山城国淀藩領）にあり、白河上皇の扁額で知られる、積川神社の遥拝所に御旅所を移転させ、その際、領内で古く格式の高い神社を探したところ、矢代寸神社が該当し、岸和田藩の一ノ宮とした。藩主交代や参勤交代の際には、藩主自ら岡部家の菩提寺である泉光寺とともに参拝された。廃藩置県により岸和田藩が消滅に伴い、藩の一ノ宮ではなくなったが、地元民により阿間河谷の一ノ宮として今でも祀られている。

## 祭神
- 武内宿禰(たけうちのすくね)
- 波多八代宿禰(はたやしろのすくね)
- 建御名方命(たけみなかたのかみ)　‐　神須屋社(諏訪神社)より合祀
- 素盞嗚命(すさのおのみこと)　‐　真上社(弥栄神社)より合祀
- 菅原道真(すがわらのみちざね)  ‐　神須屋社(天神神社)より合祀
- 市杵島比売命(いちきしまひめ)　‐ 極楽寺社(厳島神社)より合祀
- 武甕槌命(たけみかづち)　‐　流木社(鹿島神社)より合祀
- 祭神不詳だか流木社より四十九神社(落合神社)が合祀されている。 - 戦でなくなった四十九人の首を埋めたという伝説がある。

## 例祭
10月の体育の日に岸和田十月祭礼で東岸和田だんじり祭りの宮入が行われる。
地車は八田町・真上町・神須屋町・極楽寺町・流木町計5台の宮入する。
だんじり祭りにはとても珍しい神輿渡御がある。
だんじりの宮出しに行われ、神輿担ぐのは当番町(最後に宮入をする町)であり五町持ち回りで、だんじりはお神輿に続いて御旅所までお供する。
御旅所は諏訪神社跡(神須屋町)にある。
先代のお神輿は岸城神社が造ったが神輿を担ぐには格式が低かったため、矢代寸神社が購入したもの。

## 境内社
- 稲荷神社 -  白高大明神と光良大明神が祀られている。
- 道祖神社(足神様) ‐ 足の悪い人、痛い人が石を撫でてたら治るとされている。
- 弁財天 - 流木社(弁財天社)より遷宮

## アクセス
南海本線岸和田駅又は阪和線東岸和田駅より南海ウイングバス641,642,643,644系統に乗車し、バス停「一の宮」下車 バス停より南へ徒歩3分